# LOD (밴드)
에로디(LOD = Legion Of Doom)는 대한민국의 밴드이다. 2011년부터 활동중인 프로젝트 밴드이다.

## 구성원
- 김인수 (보컬, 크라잉넛, 데디오 레디오 멤버)
- 윤병주 (기타, 로다운 30 멤버)
- 이보람 (베이스, 삼청 멤버)
- 박재륜 (드럼, 닥솔로지 멤버)

## 내력
- 2011년초, 김인수와 윤병주가 프로젝트 결성을 논의. 이후 이보람과 박재륜 영입.
- 2011년 6월 26일 비트볼 레코드에서 기획한 <사상검증 라이브>를 시작으로 그해 약 3회 공연
- 2012년 ~ 2013년에도 멤버들의 기존 소속팀 스케줄 관계로 자주 공연을 하지 못했으나 2013년 10월 13일 잔다리 페스타에서 하루 3회 공연.
- 2013년 잔다리 페스타에서는 당시 "빠빠빠"라는 곡으로 인기를 끌던 걸그룹 크레용팝과도 공연.
- 2014년 1월 4일 피해의식, 룩앤리슨과 함께 2014 K-Rock 드림콘서트 공연.